# Sorteo de la Copa América 2011
El Sorteo de la Copa América 2011 se realizó el 11 de noviembre de 2010 en el Teatro Argentino de la ciudad de La Plata.

## Metodología
Los equipos cabezas de serie fueron Argentina, Brasil y Uruguay que estuvieron ubicados en los grupos A, B y C respectivamente. 
 El primer sorteado de cada bolillero irá al Grupo A, el segundo al Grupo B, y el quedante al C.
| Cabezas de serie         | Bombo 1                 | Bombo 2                | Bombo 3                   |
| ------------------------ | ----------------------- | ---------------------- | ------------------------- |
| Argentina Brasil Uruguay | Chile Colombia Paraguay | Bolivia Perú Venezuela | Ecuador Costa Rica México |

## Desarrollo
En el sorteo estuvieron varios técnicos de los seleccionados participantes y también Julio Humberto Grondona y Nicolas Leoz. Así mismo estuvieron presentes la mayoría de los presidentes de las distintas asociaciones o más bien mandaron a algún representante de alto rango.
La conducción quedó a cargo de Sergio Goycochea y se montó un espectáculo entre los que estuvieron presentes Lito Vitale, Jairo y Julia Zenko, del músico peruano Lucho González y del Ballet Brandsen que contó con más de 50 bailarines.
En el sorteo se dieron cita los técnicos Sergio Batista, Reinaldo Rueda, César Farías, Sergio Markarián, Gerardo Martino y Gustavo Quinteros.
Luego de los distintos espectáculos se realizó el sorteo definitivo de grupos.

## Resultado del sorteo
| Grupo A    | Grupo B   | Grupo C |
| ---------- | --------- | ------- |
| Argentina  | Brasil    | Uruguay |
| Colombia   | Paraguay  | Chile   |
| Bolivia    | Venezuela | Perú    |
| Costa Rica | Ecuador   | México  |